# 鍋立山隧道

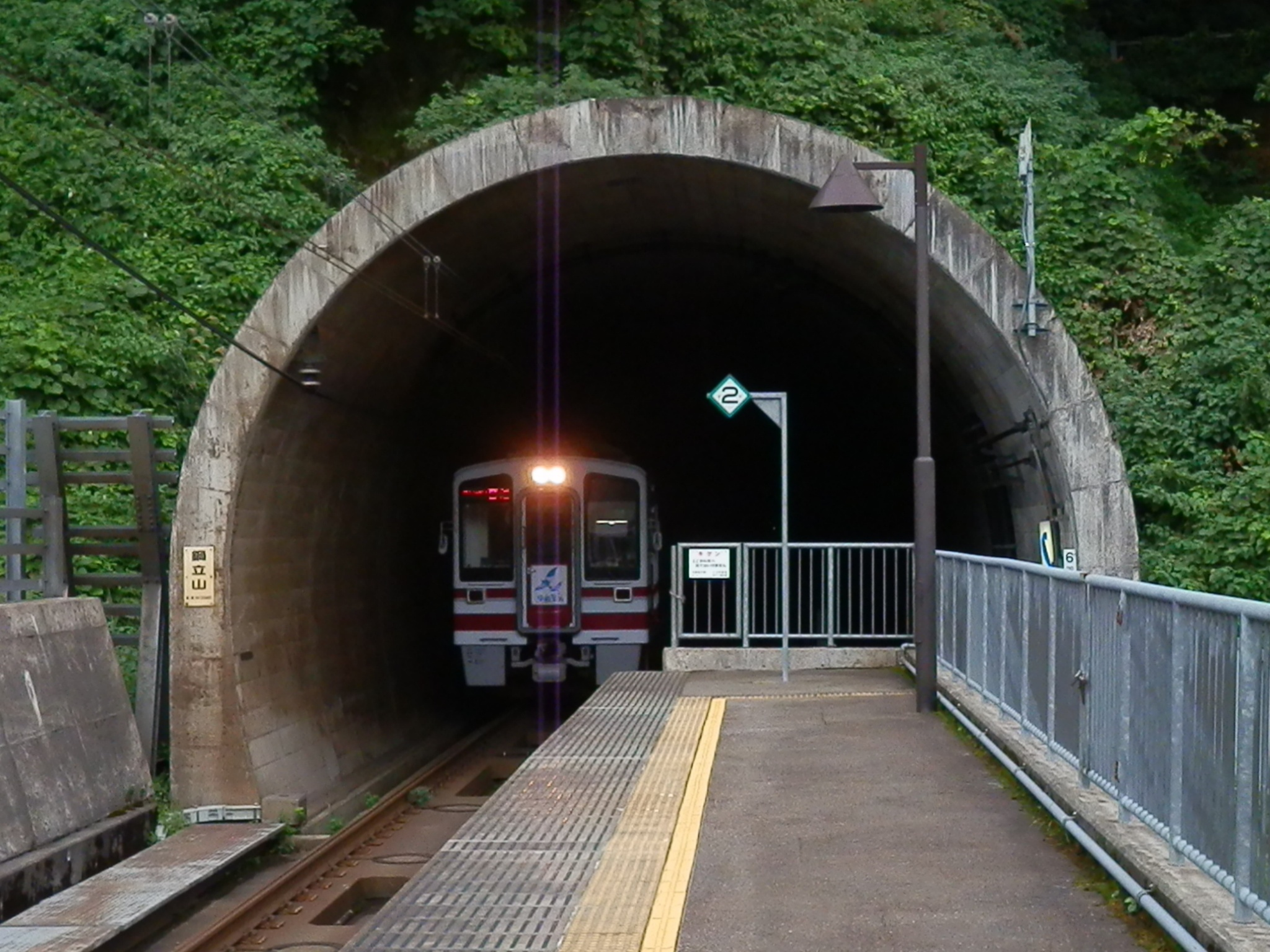
北北大島站月台和鍋立山隧道的西端入口

鍋立山隧道是北北線松代站和北北大島站之間的一條隧道，位於日本新潟縣十日町市和上越市。
此隧道是北北線最後一條開通的隧道（1995年開通），也是線內建造最困難的一條隧道——由動工至開通相隔22年（期間曾兩次停工）。由於此隧道的工程難度甚至凌駕於長4倍、位於海底的青函隧道和英法隧道的開挖工程，也因此馳名於隧道工程界。

## 隧道規格
- 總長度：9,117米
- 路線規格：單線電氣化（直流1,500伏特，架空電纜方式）
- 鑽挖工法：新奧地利隧道工法（NATM）等
- 建造商：
  - 總承建商：日本鐵路建設公團
  - 東施工區（1,750米）：大林組
  - 中施工區（3,327米）：西松建設
  - 西施工區（4,039米）：熊谷組
- 動工日期：1973年（昭和48年）12月7日（東施工區動工）
- 鑽挖完成日期：1995年（平成7年）3月7日
- 完工日期：1995年（平成7年）11月7日

## 建造經過

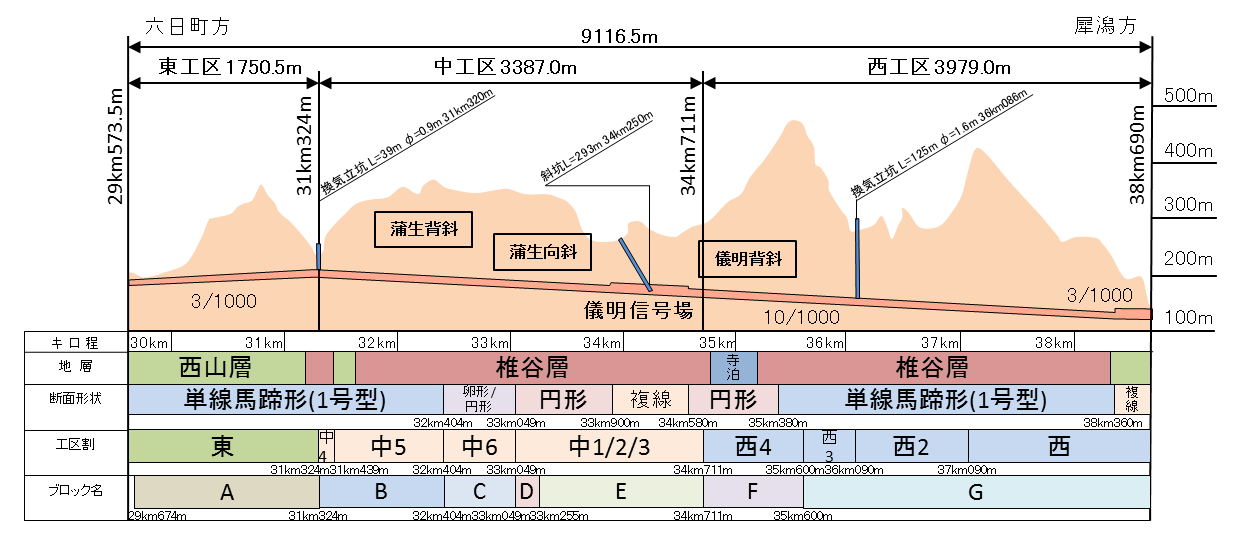
施工區域圖解

鍋立山隧道是原北越北線路線上的一條隧道，該線與另一條較南的走線（稱為「北越南線」）均是日本國鐵連接上越線和信越本線的捷徑路線之候選走線。最終南線因須穿越松之山町的溫泉地帶而落選，而北線因路線較短且此隧道所在山丘的地質複雜性未被發現，故選定北線作為正式走線。北越北線於1968年（昭和43年）4月20日動工，總承建商是日本鐵路建設公團，工程總預算是240億日圓，並預定於1979年完工。而鍋立山隧道則於1973年（昭和48年）12月7日動工。
在三個施工區中，東施工區首先於1978年（昭和53年）8月28日竣工，隨後西施工區亦於1979年（昭和54年）3月31日竣工。剩下鑽挖最困難的中施工區在兩個施工區竣工時只能完成複線路段（儀明號誌站）及該路段起往松代方向前進770米。其餘路段未能完成。
中施工區遇到三大難題：首先是地壓非常高，需要建造更強隧道壁以防止隧道變形甚至倒塌；其次是山體非常脆弱，所鑽挖的岩石屬泥岩，非常鬆軟及缺乏黏性，故山體在鑽挖過程中非常容易倒塌，且不適合使用全斷面隧道鑽掘機（TBM）鑽挖（這在較後時段才被發現）；第三是山體內蘊含沼氣、石油和地下水，鑽挖時會滲出，令施工非常危險。有紀錄指當時曾因未發現山體內的易燃物質而進行爆破，導致工地發生爆炸，八名施工者喪生的工業意外。
面對此問題，西松建設仍盡力鑽挖。除了在中施工區鑽挖以外，也從東、西兩個已竣工的施工區往中央推進。經過一輪努力後，近北北大島一邊的複線路段與西施工區的隧道貫通，而自東施工區鑽挖的人員則推進了約1公里。此時，因國鐵嚴重財困，北越北線按《促進重組日本國有鐵道特別法》被歸類為最低級的地方交通線，因而被凍結預算。工程被逼於1981年（昭和56年）全面停工，當時剩下中央的645米尚未鑽挖。
1984年（昭和59年）8月27日，由於沿線居民強烈要求建設此線，沿線地區政府及公司合組第三部門企業北越急行，希望接辦工程。由於此段隧道在剩下未完成路段中興建的難度非常高，因此當時曾指此線能否開業並非政治或經濟（業績）問題，而是因為此隧道能否開通。1985年（昭和60年），在2月1日及8日分別取得路線經營權及施工許可後，鑽挖工程於8月19日再次展開。西松建設初期曾引入新奧地利隧道工法鑽挖，但因為強大的地壓把支撐的鋼架壓彎，更把鑽挖面的90厘米厚的混凝土牆壓毀，最終西松建設於1988年（昭和63年）3月放棄使用新奧地利隧道工法。
翌年1月，西松建設改在鑽挖面中央挖掘導坑然後擴大的方式推進，且引進最新的全斷面隧道鑽掘機協助鑽挖，同時對山體加入固定用化學物料以鞏固山體。但穿過已固定的山體後，未被固定的山體在翌年一次鑽挖機後退時倒塌，除了壓毀鑽挖機外，強大的地壓更把鑽挖機逐漸的向後推，並導致一名施工人員喪生。最終鑽挖機被反推回起點後方35米。在撤回鑽挖機後，西松建設以混凝土封閉被挖出的部分，避免隧道進一步倒塌。此後工程再一次被暫停。
最後，西松建設改以一般機器挖掘導坑及改為注入能快速硬化的改良混凝土鞏固山體。雖然期間鑽挖面亦有6次倒塌事件，但最終導坑於1992年（平成4年）10月29日貫通。按日數計，平均每日只能推進20厘米，可見此段645米工程之艱鉅。至1995年（平成7年）3月7日，完成隧道鑽挖；同年11月7日，隧道才能正式竣工，但已距動工日近22年。
其實，中施工區的山丘因常發生山泥傾瀉，在江戶時代曾無人居住。而工程進行時滲出的沼氣跟石油，也早在江戶時代已被發現。只是以當時的技術，並未能發現此地質大大增加了施工難度。2006年（平成18年），中施工區的山丘經查證後確定為泥火山地質，是本州首個被確認為泥火山地質的地方，亦解釋了此艱鉅工程的原因。

## 實際使用情況
北北線通車以後，基本上只有北越急行的列車使用此隧道。至於JR各公司，則只有與北越急行聯營特急「白鷹」的專用列車（分別由JR東日本和JR西日本擁有）使用此隧道。
由於北北線全線單線，且不是所有車站均有會讓或越行功能，令列車班次數目受到一定的限制。且特急「白鷹」受利用上越新幹線來往東京和北陸地區間人士的歡迎，因此北越急行在安排列車班次時儘量增加「白鷹」的班次，形成特急相對於快速及普通班次的比例約為8：1：11這種較特別的分配。根據2010年3月13日訂正的時間表，現時隧道每小時約有4班列車通過（特急和快速或普通班次對向各1班）。
此外，特急「白鷹」是日本在來線上行駛速度最高的列車，達160公里每小時，遠比快速、普通列車的110公里每小時高。為達成上述班次頻率，一般來說普通列車都是較先開出，然後在途中的號誌站（如此隧道內的儀明號誌站）、會讓站或越行站等待較晚開出特急列車通過，才繼續行駛。
2015年3月，北陸新幹線通車，特急「白鷹」停駛，只有普通列車使用此隧道。